# Kaple svaté Barbory (Duchcov)
Kaple svaté Barbory v Duchcově v okrese Teplice je barokní sakrální stavba ležící východně od duchcovského zámku. Od roku 1964 je chráněna jako kulturní památka.

## Historie

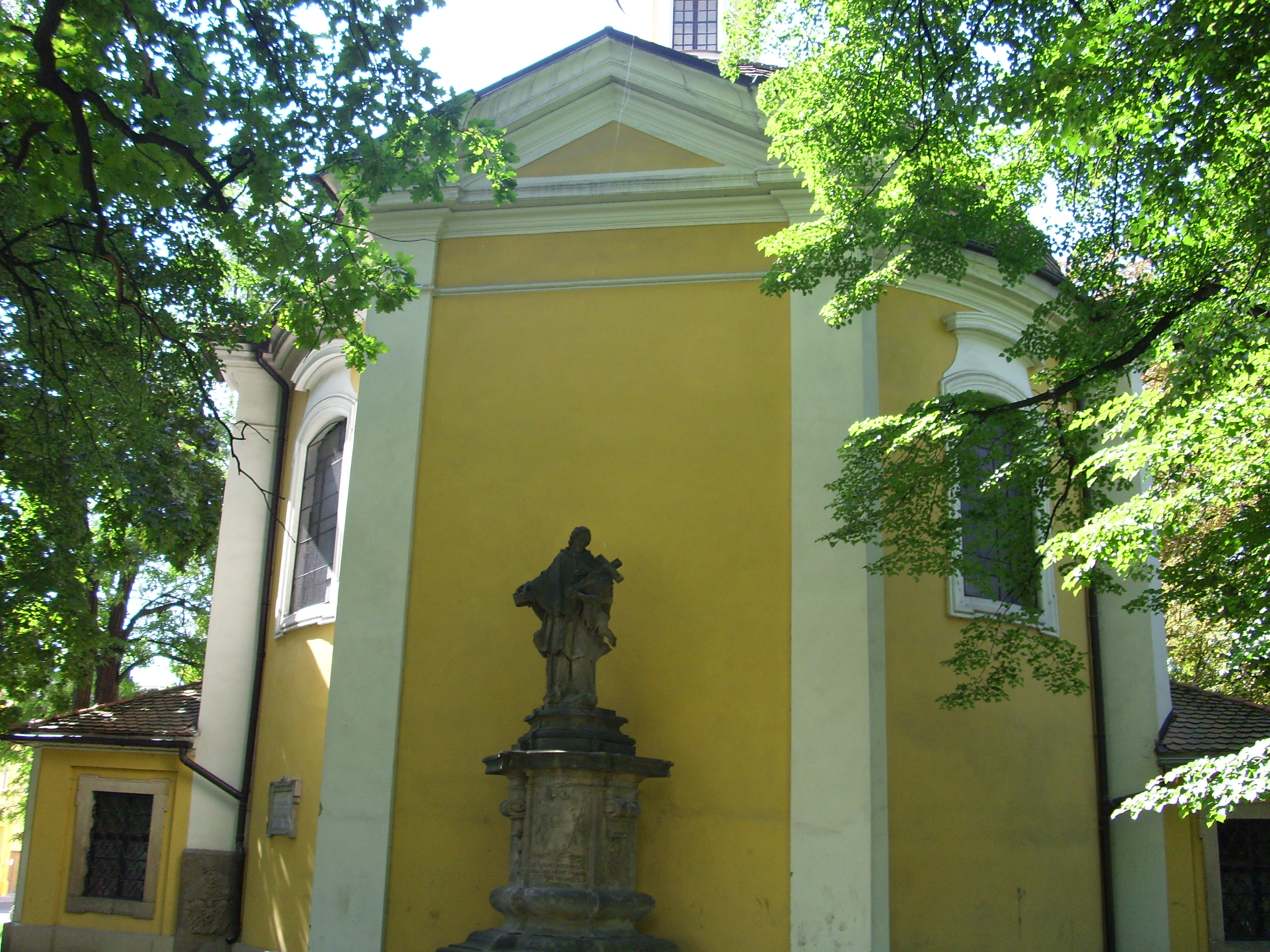
Závěr kaple sv. Barbory v Duchcově

Barokní kaple byla postavena na bývalém „Starém hřbitově“, který ji obklopoval, v roce 1723 na místě pozdně gotické kaple.

## Architektura
Jedná se o centrální stavbu s kupolí a lucernou. V západní části kaple je věž. Uvnitř je socha sv. Barbory z poloviny 18. století a obraz Večeře Páně, který pochází ze starého duchcovského kostela sv. Jiří. Vedle vchodu je vsazena pamětní deska Giacoma Casanovy, který zemřel v Duchcově v roce 1798 a je pochován v zámeckém parku[zdroj⁠?!]. U kaple jsou empírové náhrobníky z let 1807–1821.